# Arco della Vittoria
El Arco della Vittoria, también llamado Monumento ai Caduti o Arco dei Caduti, es un imponente arco de triunfo situado en la Piazza della Vittoria de Génova, Italia. Está dedicado a los genoveses caídos en la Primera Guerra Mundial y fue inaugurado el 31 de mayo de 1931.

## Historia

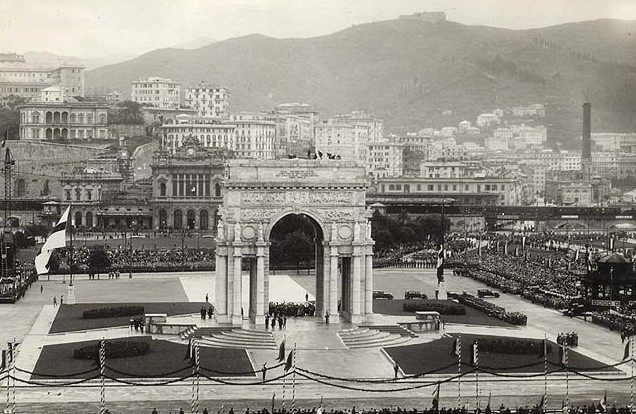
La inauguración del Arco della Vittoria, realizada el 31 de mayo de 1931.

En 1923 el municipio de Génova decidió edificar un monumento conmemorativo en una zona que era una pradera húmeda. Durante las obras de urbanización y recalificación de esta zona convocó un concurso nacional con las condición de que el monumento tuviera forma de arco y se posicionara la nueva obra en el entonces jardín adyacente al torrente Bisagno, todavía no enterrado bajo la Via Brigate Partigiane.
El jurado escogió en la segunda fase (de los dieciséis proyectos recibidos) la propuesta del arquitecto Marcello Piacentini y el escultor Arturo Dazzi porque, como comentó la comisión, en el proyecto se usaban elementos arquitectónicos de la Roma Imperial y del siglo XVI que daban al monumento un fuerte aspecto conmemorativo, heroico y triunfal.
El diseño original de 1924 fue modificado por el mismo Piacentini dos años después, haciendo el arco más simple. Las obras para la construcción del monumento fueron realizadas por la empresa local 'Impresa Garbarino e Sciaccaluga, y dirigidas personalmente por el arquitecto Piacentini.

## Descripción

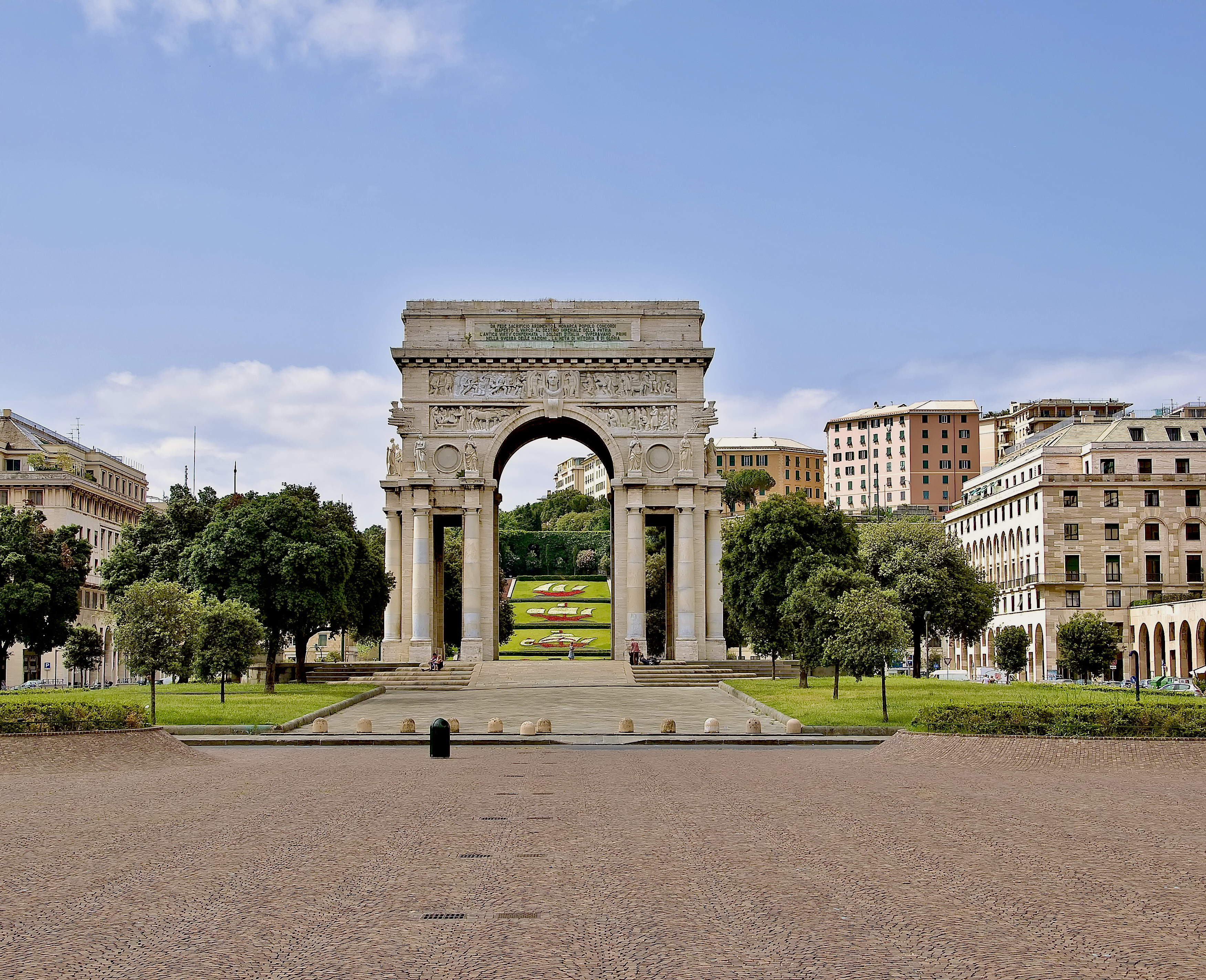
El Arco della Vittoria en el centro de la Piazza della Vittoria.

El arco está construido al final de una rampa semicircular y a los dos lados se abren las dos puertas que conducen a la cripta. En el sagrario se encuentran algunas estatuas del escultor Giovani Prini que representan a las Victorias, San Jorge y el Escudo de Génova; también hay otras esculturas de Prini, como la reproducción del bollettino della Vittoria, el bollettino della Marina y los nombres de todos los caídos.
En el centro de la estructura se eleva el altar, realizado en mármol rojo de Levanto, sobre el cual cuelga un crucifijo de bronce sobre una cruz de palisandro, obra del escultor Edoardo De Albertis.
El monumento se apoya sobre cuatro pilares angulares y ocho pilares decorados en la parte exterior, obra de Arturo Dazzi y De Albertis. En el interior se encuentran columnas que soportan dos grandes lunetas, esculpidas por Prini y dedicadas a la paz y a la familia.
En el exterior se encuentran alegorías esculpidas por Dazzi con cuatro inscripciones, dos de las cuales recuerdan los 680 000 italianos caídos en la "Gran Guerra" y la fecha de la construcción del monumento; las otras dos son obra de Mario Maria Martini.
El friso de Arturo Dazzi se desarrolla en varios episodios. Al norte se representan los metralleros y los alpini, a los lados de la clave la Cruz Roja y una misa de campo; en el lado sur está la artillería y la caballería, mientras que a los lados del arco están representados las batallas del Isonzo y del Piave; en el lado oeste están representados los bersaglieri, donde entre los soldados aparece uno con el rostro de Benito Mussolini, y los zapadores; finalmente en la zona este está esculpida la aviación y la marina.